# Metabelba pulverulenta
Metabelba pulverulenta är en kvalsterart som först beskrevs av Koch 1839.  Metabelba pulverulenta ingår i släktet Metabelba och familjen Damaeidae. Inga underarter finns listade i Catalogue of Life.